# Cypripedium cordigerum
Espèce
Statut de conservation UICN

 VU  : Vulnérable
Statut CITES
Cypripedium cordigerum est une espèce d'orchidées du genre Cypripedium originaire de l'Himalaya.